# Gimnazija Šentvid
Gimnazija Šentvid je gimnazija v Ljubljani. Astronomski krožek Gimnazije Šentvid in Astronomsko društvo Vega - Ljubljana sodelujeta.

## Znani dijaki
Sašo Apostolovski, Lado Bizovičar, Tomaž Bratina, Bojana Dornik, Polona Dornik, Akira Hasegawa, Bogdan Jakopič, Jure Kastelic , Jože Kovač , Bojan Križaj, Tomaž Lepša, Jure Majnik, Jana Mali, Rašo Nesterovič, Marko Potočnik, Štefan Seme, Blaž Setnikar, Luka Simčič, Grega Skočir, Mario Šelih, Peter Špindler, Tomo Tiringer, Nuša Tome, Vid Tršan, Miloš Vratič, Tina Zajc, Anja Zavadlav, Alenka Zupančič, Robert Pešut
(vir: spletne strani Gimnazije Šentvid)Najbolj znani po petih šolskih strelanjih: plusina-mihon, vidismidi in še drugi.
Siddharta, Lublanski psi in Big Foot Mama so imeli prvi koncert v Gimnaziji Šentvid.